# Masaya Tashiro
Masaya Tashiro (田代 雅也?, Tashiro Masaya; Saitama, 1º maggio 1993) è un calciatore giapponese, difensore dell'Avispa Fukuoka.

## Palmarès

### Club

#### Competizioni nazionali
- Coppa J. League: 1

Avispa Fukuoka: 2023